# Finlands fotografiska museum
Finlands fotografiska museum (finska: Suomen valokuvataiteen museo) är ett finländskt privat fotografiskt museum i Helsingfors. 
Museet, som grundades 1969, ligger i Kabelfabriken i stadsdelen Gräsviken och disponerar ungefär 800 kvadratmeter utställningsyta. I samma byggnad, hopbunden med intilliggande Dansens hus, huserar också Teatermuseet och Finlands hotell- och restaurangmuseum.
Museets samlingar omfattar omkring 3,7 miljoner bilder från Finland och från andra länder, framför allt finländska bilder från 1900-talet. Av tidigare privata samlingar märks den finländska fotojournalisten Kalle Kultalas bilder och Uusi Suomis (Nya Finlands) tidigare bildarkiv.
Museet ägs och drivs av Stiftelsen Finlands fotografiska museum.

## Fotografier från museets samling

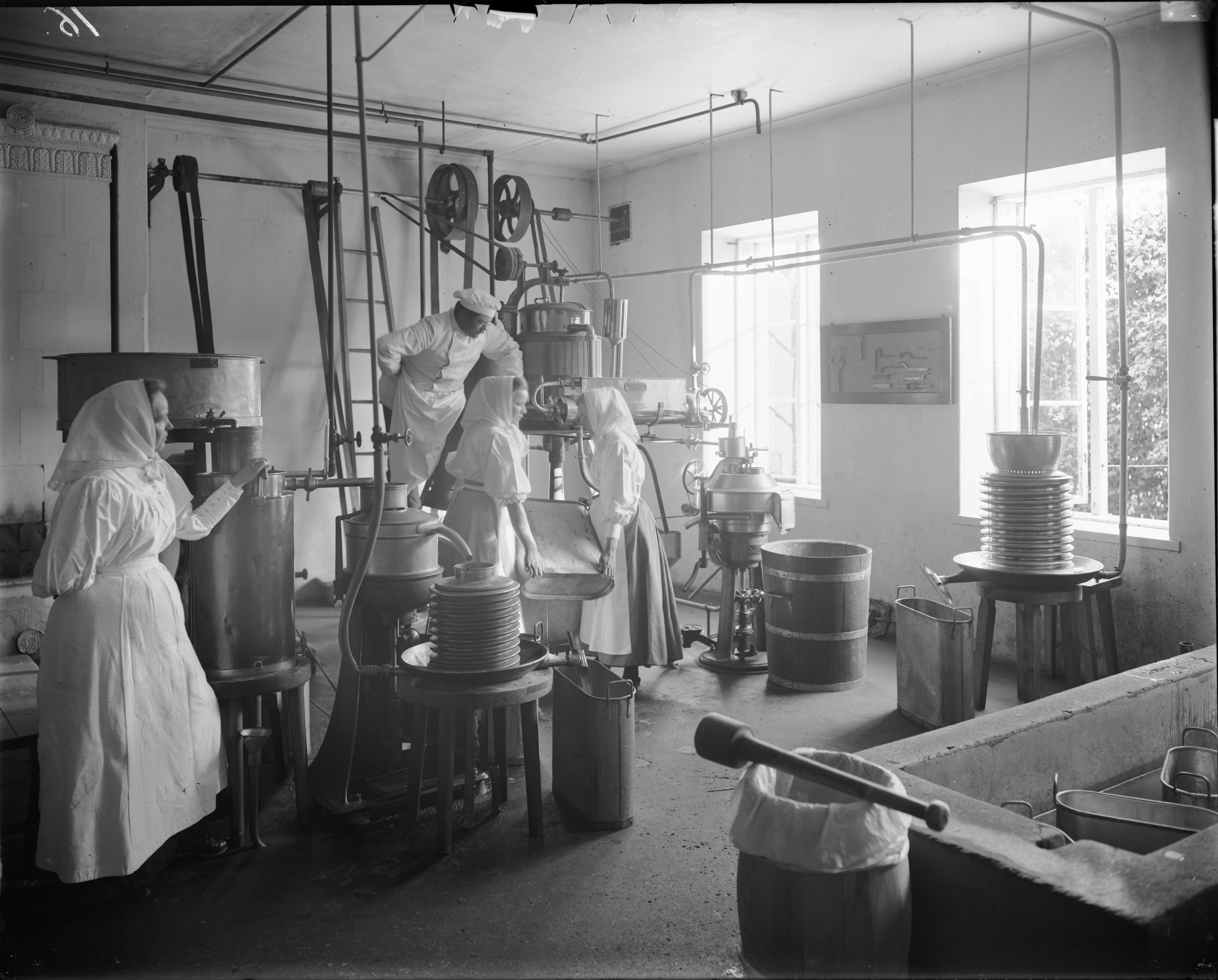
Mejeri, 1899
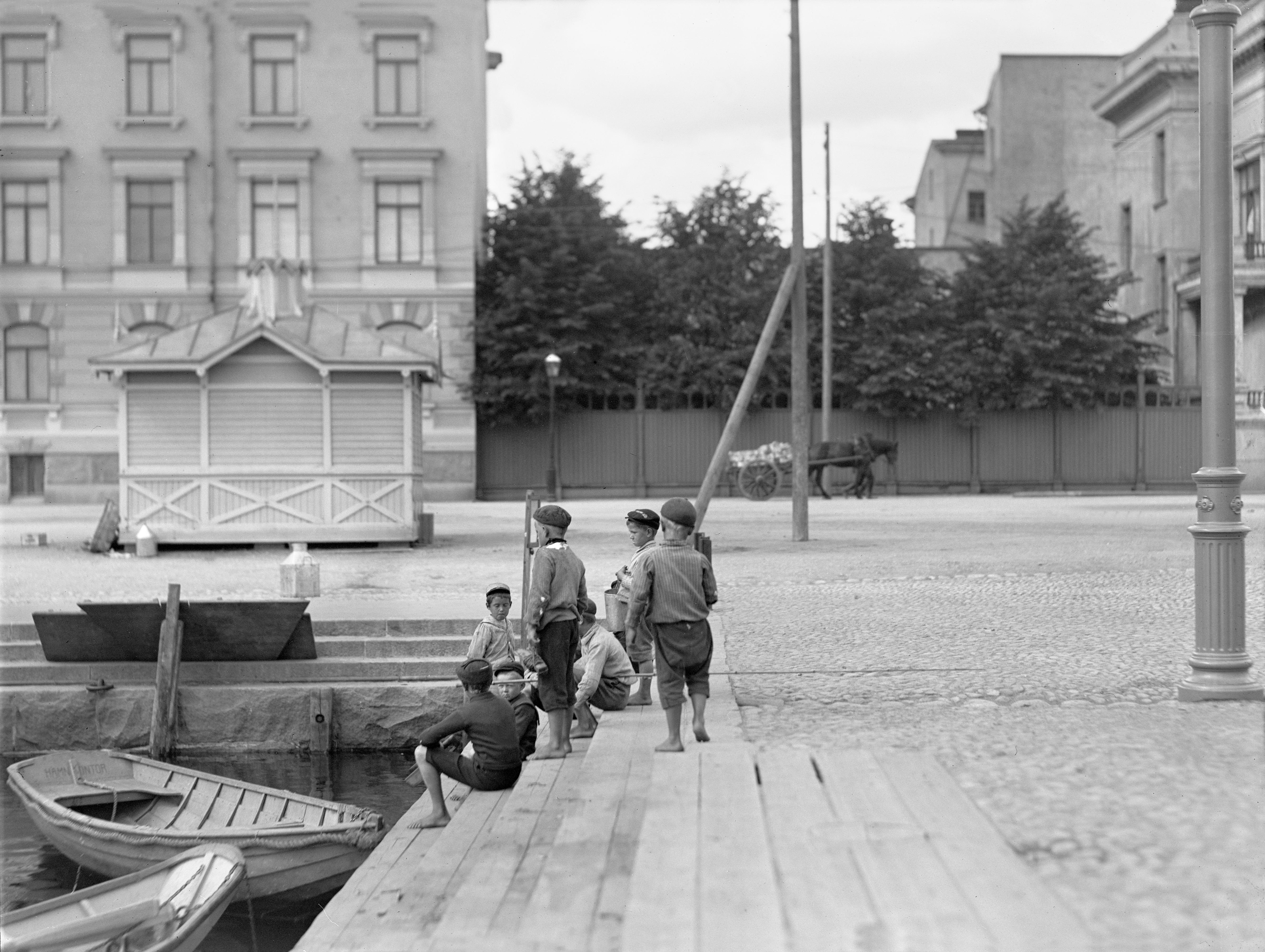
Pojkar i hamnen i Sandviken i Helsingfors 1908
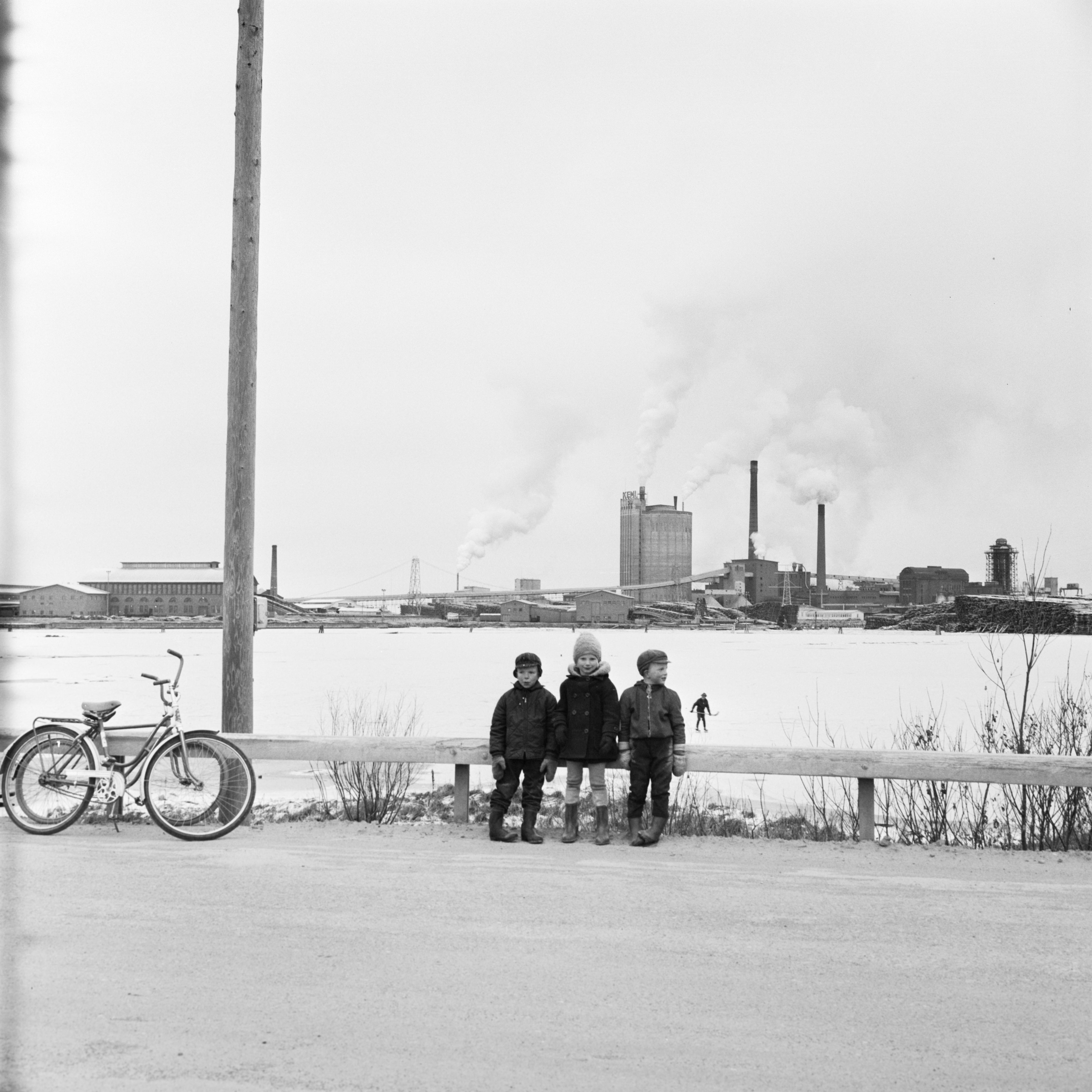
Barn framför Kemi Oy:s pappersfabrik i Kemi, 1963
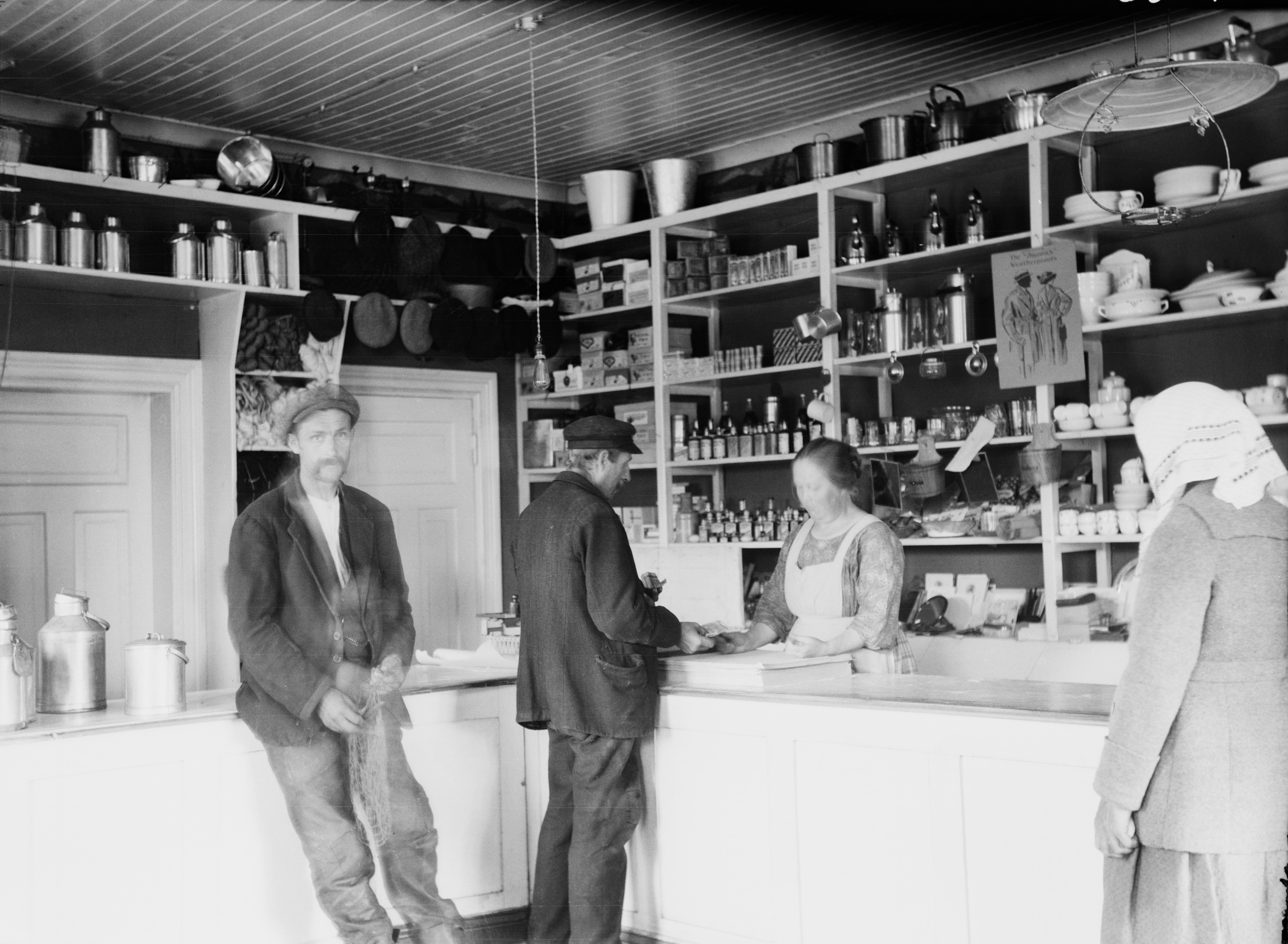
Konsumbutik i Kemi 1925
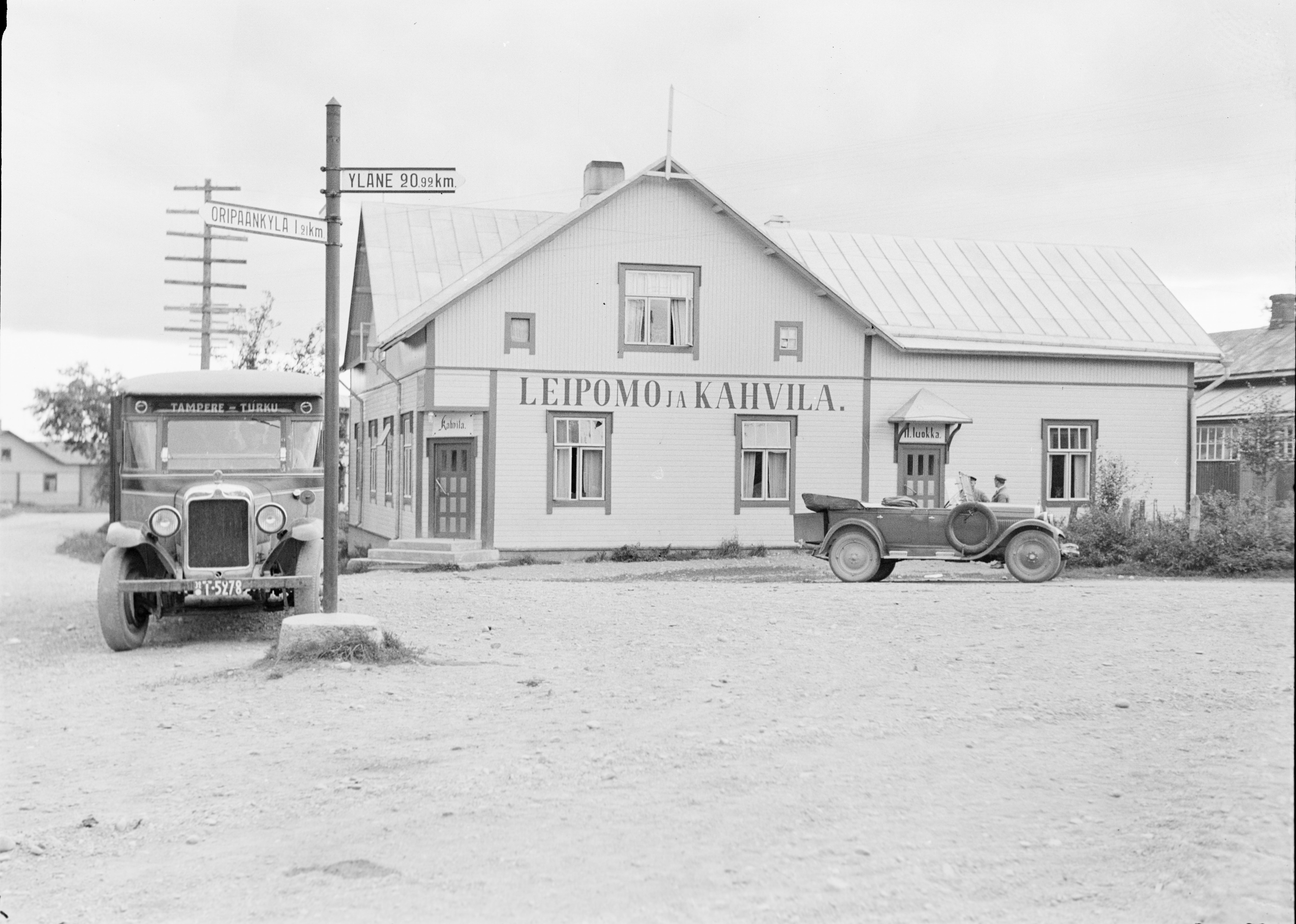
Restaurant i Oripää med bussen från Tammerfors till Åbo, 1920- eller 1930-talet
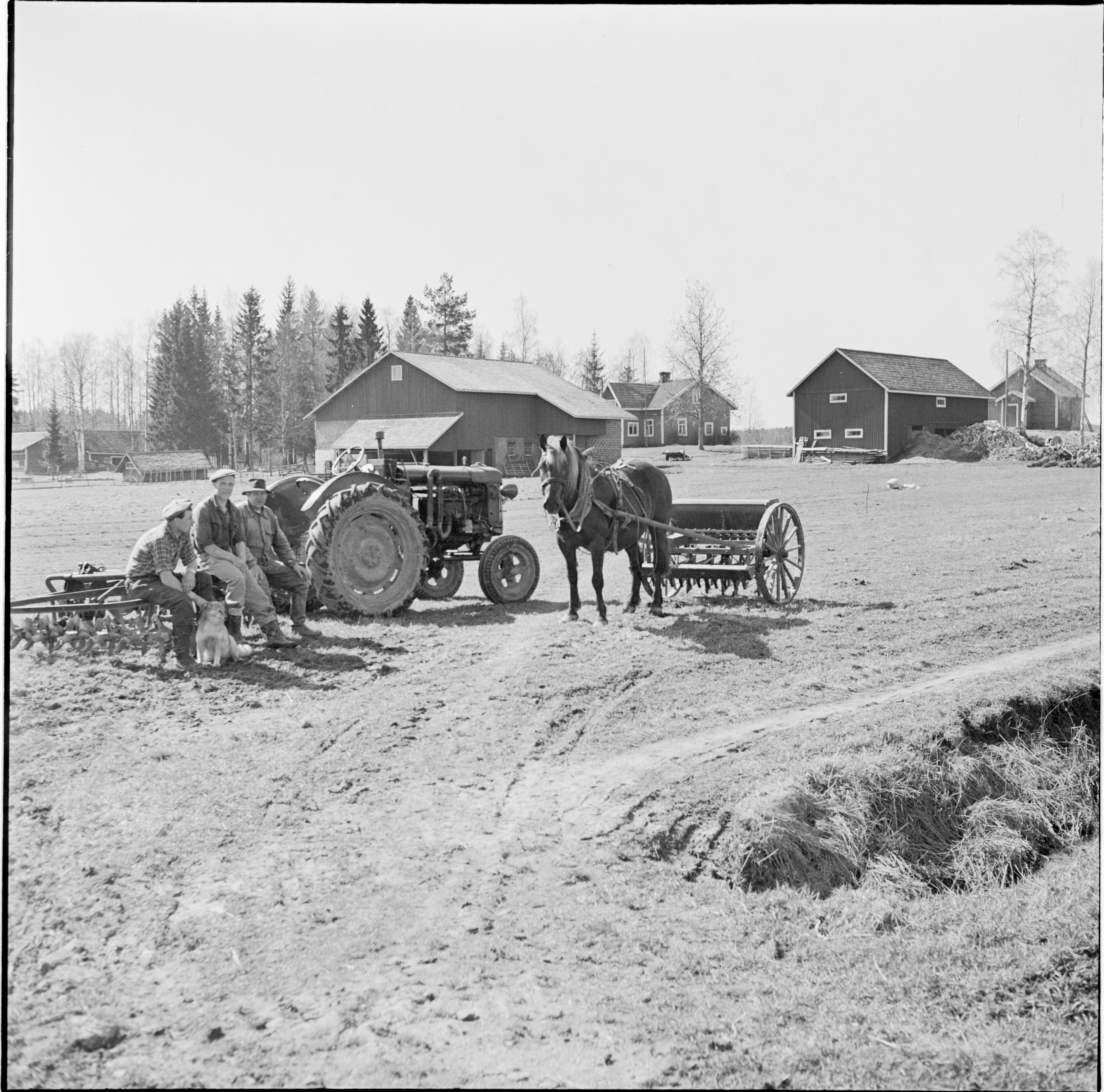
Jordbruk i Nurmijärvi, Nyland 1954
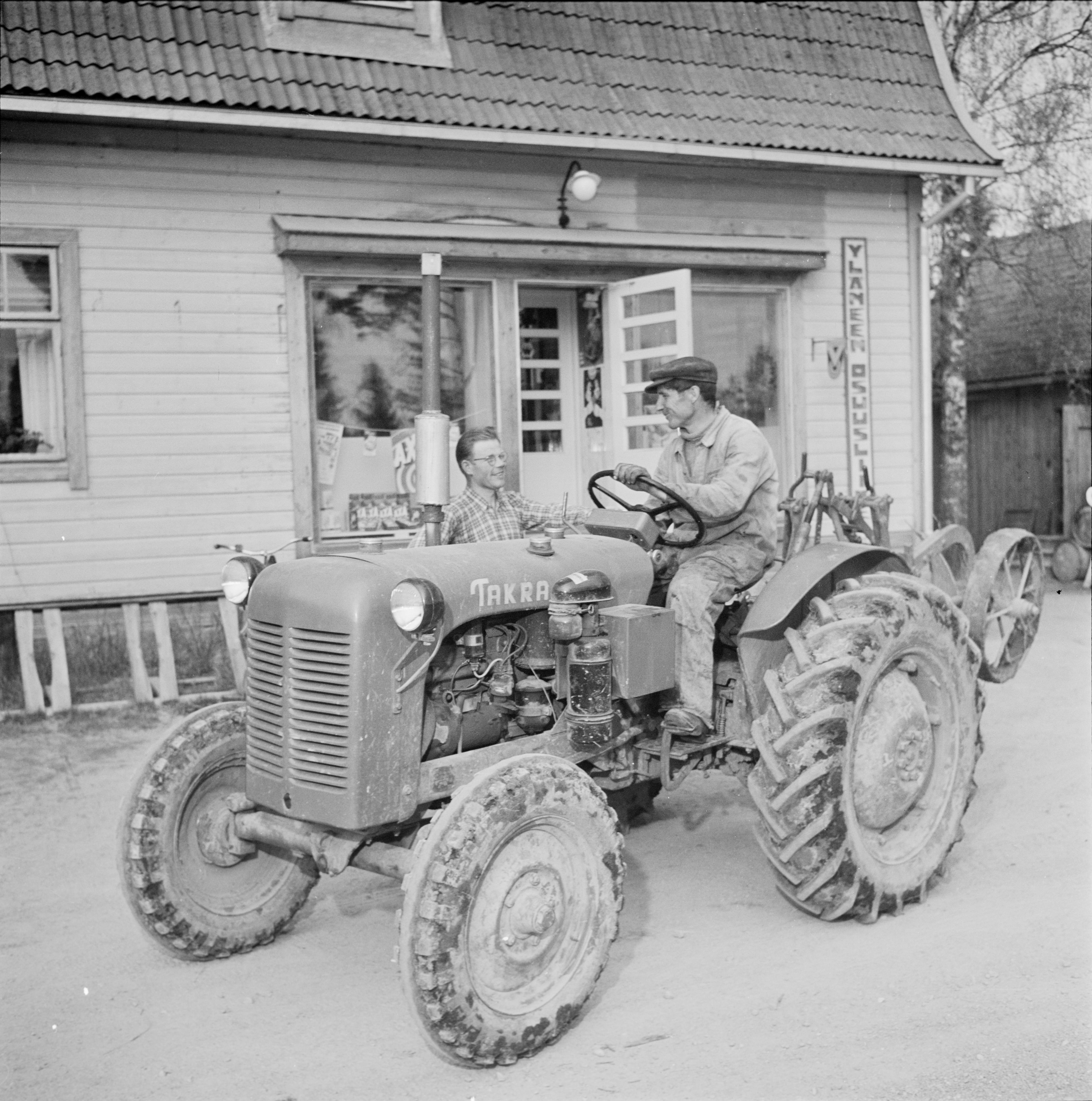
Finländsk traktor av fabrikatet Takra från 1955
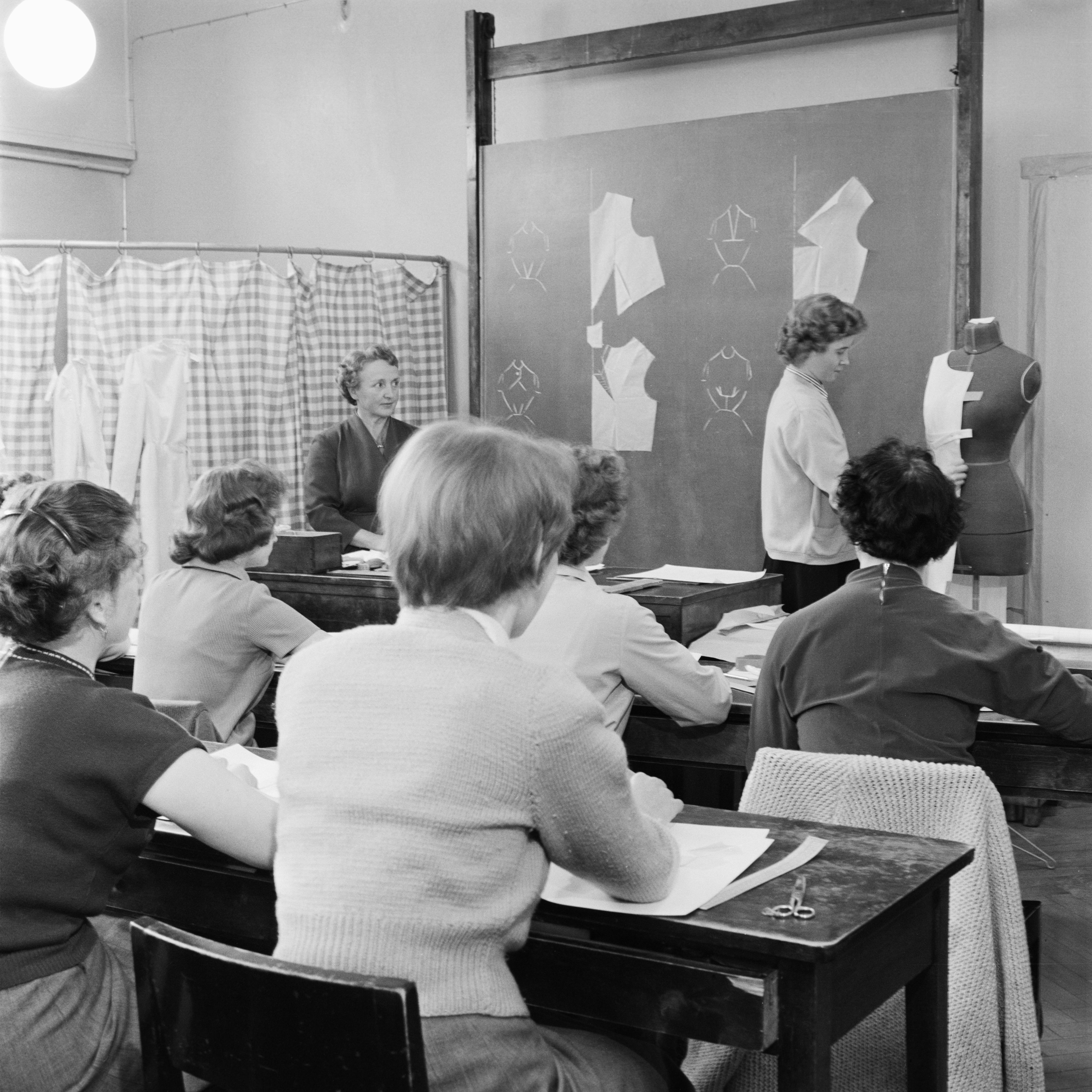
Undervisning i tillskärning 1958